# Gato Galáctico
Ronaldo de Azevedo e Souza, mais conhecido como Gato Galáctico (Gramado, 23 de janeiro de 1990), é um youtuber, cartunista, desenhista, ator e dublador brasileiro. Começou o seu conteúdo com animações, porém atualmente faz conteúdo focado no público infantil.

## Primeiros anos
É filho do promotor de justiça Gilberto e da dona de casa Claudia.
Nascido em Gramado, Ronaldo passou por um momento de incerteza após terminar o ensino médio, então começou a contar histórias jogando RPG ou cartas colecionáveis. Com isso, Souza resolveu cursar Jogos Digitais na Universidade Feevale, em Novo Hamburgo.
Seu pai e seu avô também tinham aptidão para o desenho. Foi na faculdade que ele se apaixonou por animação e passou a fazer cursos da área; nessa época, trabalhava e cursava dois cursos, além de estudar animações em aulas remotas. Ao longo do curso de Jogos Digitais, Souza relata que desenvolveu uma perspectiva matemática em relação aos processos artísticos e criativos, ele conta que a área de Jogos Digitais proporcionou a ele a capacidade de contar histórias de forma mais interativa, "Acabei me apaixonando por animação no processo e descobri que eu conseguia criar trabalhos nessa área sozinho, então optei por seguir um caminho próprio", diz.

## Carreira

### Começo no YouTube
Segundo Souza, o nome "Gato Galactico" era para ser uma série animada para o YouTube sobre um gato astronauta que visitava diferentes galáxias. Esse projeto era muito trabalhoso e desgastante, então foi descartado, mas o nome do canal continuou o mesmo.
Ronaldo criou sua conta na plataforma YouTube em 2 de abril de 2013 e começou sua carreira animando Cueio, tendo seu primeiro episódio já contando com mais de 13 milhões de visualizacões na plataforma. Segundo ele, a inspiração veio de animes dos anos 1990, como Os Cavaleiros do Zodíaco e Yu Yu Hakusho. A animação foi descontinuada em 2015. Um tempo depois, Souza criou a Turma do Cueio, que se baseou na antiga série, porém com a animação e os personagens refeitos.
O influenciador cita que viu o potencial de sua carreira quando lançou a animação musical "Pudim Amassado". Ronaldo afirma que o seu sonho era continuar criando histórias e que ao lançar a música percebeu que o trabalho tinha potencial nacional.

### Mudança de conteúdo
Após anos fazendo animações, Ronaldo Azevedo decidiu mudar o conteúdo para vlogs, com ele aparecendo fisicamente. O objetivo era produzir conteúdo diariamente devido a aprovação de seu público, que demandava mais vídeos mostrando o rosto. Com a aprovação do público, o youtuber atingiu a marca de 17 milhões de inscritos na plataforma. Em 2018, faturou 2 milhões de reais e em 2019, 4 milhões.
Em outubro de 2022 participou do especial de dia das crianças do SBT, participando do The Noite com Danilo Gentili e em outubro de 2023, participou da programação do dia das crianças da TV Globo.
Lançou seu primeiro livro em fevereiro de 2023, intitulado Desafios Intergalácticos, em parceria com a Editora Pixel. Ainda em 2023, Gato Galáctico dublou o personagem Allan no longa-metragem Missão Antena - Uma Aventura Intergalática junto com outras celebridades.
Atualmente, o youtuber tem mais de 22 milhões de seguidores nas redes sociais e 3,5 bilhões de visualizações no YouTube, o que lhe rendeu elogios do cartunista Mauricio de Sousa, sua grande inspiração.

#### Casa dos YouTubers (2017–2018)

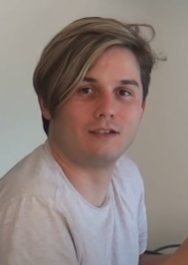
Souza na antiga Casa dos YouTubers, em 2017

Mais tarde, recebeu maior destaque público devido ao projeto em que se juntou a outros oito youtubers brasileiros e portugueses — Wuant, SirKazzio, D4rkFrame, Nuno Moura, Pi, VenomExtreme, Windoh e Malacueca/Dante — e todos foram morar juntos em uma mansão que foi denominada "Casa dos YouTubers". O objetivo era produzir mais conteúdos com melhor qualidade. A casa durou pouco menos de um ano, de abril de 2017 a março de 2018.

#### Ronaldo Souza Produções (2021–presente)
Em 5 de março de 2021, abriu a Ronaldo Souza Produções Ltda, um dos objetivos da empresa é criar marcas diferentes, capazes de abraçar diversas faixas de idade: "Quero cobrir a jornada que vai desde a infância até o jovem adulto. Temos um roadmap extenso para cruzar gerações", diz Souza. A empresa tem como principal foco atividades de pós-produção cinematográfica, de vídeos e de programas de televisão.
Souza conta com forte audiência em países como Índia, Rússia, Vietnã e Alemanha, o que o fez trabalhar na internacionalização da marca. Iniciou o processo de tradução e dublagem dos vídeos para o inglês e o espanhol. Fechou uma parceria com a plataforma chinesa Xigua, do Grupo Bytedance, conglomerado tecnológico dono do TikTok, para a transmissão traduzida e dublada de alguns conteúdos do canal.

### Carreira no cinema (2021–presente)

#### Acampamento Intergaláctico(2022)
| “               | A ideia do filme sempre esteve na mira do canal, a gente sempre quis expandir a marca do Gato Galáctico. E ver isso finalmente acontecendo é surreal, é um marco gigantesco e eu só tenho a agradecer por todo mundo que fez parte disso. E pra gente estar no cinema, é porque o produto é de qualidade, isso é um fato, eu estou muito orgulhoso do valor que esse filme tem. | ” |
| — Ronaldo Sousa | |   |

Em 5 de julho de 2021, Souza anunciou seu primeiro filme, que teve suas gravações em Brotas, São Paulo. O filme foi financiado pela Sofa Digital em parceria com a argentina Ledafilms, com produção da Clube Filmes e distribuição da Synapse, selo da Sofa Digital. A pré-estreia do filme ocorreu em 2022 pelo estado de São Paulo, sendo lançado no dia 22 de setembro de 2022.
Souza, em setembro de 2023, disse que estava esperando para conversar com a Sofa Digital e Clube Filmes para fazer uma parte dois do filme Acampamento Intergaláctico: "Eu estou esperando para conversar com a Sofa Digital e Clube Filmes para fazer uma parte dois do Acampamento Intergaláctico. Espero que role em breve, porque acredito que o primeiro vai ser muito sucesso". Segundo Souza, ele pretende expandir em uma trilogia.

#### Gato Galáctico e o Feitiço do Tempo(2024)
Seu segundo filme, Gato Galáctico e o Feitiço do Tempo, teve suas gravações em 2022, com cenas gravadas em Pomerode. O filme foi produzido pela DreamBox Produções e co-produção de Ronaldo Souza Produções. Foi lançado nos cinemas pela Synapse Distribution, com direção de Rodrigo Zan. O lançamento oficial aconteceu em 1 de fevereiro de 2024, contudo ocorreram sessões especiais antecipadas em diversas cidades, incluindo Curitiba, Porto Alegre, Florianópolis, Rio de Janeiro, Belo Horizonte, Campinas, São Paulo e Brasília. Nessas sessões, Ronaldo esteve presente pessoalmente. As pré-estreias começaram no dia 18 de janeiro de 2024.
Gato Galáctico diz que pretende continuar investindo em fantasia: "Para mim, fantasia é tudo. No momento em que a gente trabalha com sonhos, que é o que a gente faz na Ronaldo Souza Criações, especialmente com os infantis, a gente começa a entender o que são histórias e a importância delas para o desenvolvimento. A fantasia é o exagero de uma realidade, sendo, às vezes, mais real do que a própria realidade", diz.

## Vida pessoal
O youtuber residiu em diversas cidades gaúchas como Gramado, Frederico Westphalen, Igrejinha, Cachoeira do Sul e Porto Alegre, além de ter morado fora do Brasil, em Coimbra, Portugal, e nos Estados Unidos. Logo depois, voltou a morar em Portugal, mas na cidade de Guimarães. Em 2019, voltou ao Brasil e passou a morar em Florianópolis.
Em 2022, Souza pediu em noivado a estudante de direito Suelen Fernanda Wiedemann em Munique, durante uma viagem para a Alemanha. Se  casou com Suelen em julho de 2022 e no dia 12 de outubro de 2022, anunciou que sua esposa estava grávida de uma menina, que se chamaria Sara, durante uma apresentação especial de Dia das Crianças, no Hard Rock Live Florianópolis.

## Imagem pública
Ronaldo Souza tem como principal público as crianças e seus pais, justamente pelo início de sua carreira, com a "Turma do Cueio".

### Show em Florianópolis
Souza recebeu uma notificação do Procon em 18 de outubro de 2023 por "não cumprimento da oferta" ao Festival Space Show do Gato Galáctico em Florianópolis. O caso foi porque os youtubers Gabriel e Shirley, que foi prometido que eles compareceriam ao show, não conseguiram comparecer ao show por conta de mau tempo e ausência de voos para Florianópolis.
A notificação foi protocolada após denúncias de telespectadores de que uma das atrações não se apresentou no espetáculo. Depois Ronaldo relatou sobre o ocorrido e pediu desculpas por meio das redes sociais.

### NFTs
No começo de 2022, Souza se envolveu com o mercado de tokens não fungíveis (NFT), o que lhe rendeu diversas críticas no Twitter, principalmente por jovens. A maior parte das críticas eram questionamentos de forma sátirica. Os críticos perguntaram sobre a real garantia de posse dada pela blockchain e salvam a imagem mostrada pelo artista em alguma publicação e dizem também ser donos daquela NFT.
Críticas também ocorrem devido ao gasto energético causado pelas NFTs; o algoritmo de consenso de Proof-of-Work, ou mineração, necessita de um alto poder computacional para poder validar um bloco da rede. O ator, segundo o próprio, achou uma maneira de ficar de "consciência tranquila" com isso: "Eu tenho um projeto de painéis solares. Nesse exato momento, tenho 34 painéis em cima de mim". Ele ainda afirmou produzir somente aquilo que os painéis solares conseguem absorver.
Outra crítica é a de que o investimento é voltado somente para quem tem mais dinheiro. Para Ronaldo, isso não é verdade; segundo ele, isso acontece porque a impressão de grande parte das pessoas é o que enxergam das coleções famosas. Ronaldo Azevedo afirmou que a descentralização da blockchain é “a mais democrática que existe” e para se vender NFT, “basta a pessoa querer, e ter uma visão”.

### Acusações de apologia ao neonazismo
Ronaldo foi acusado por internautas de fazer apologia ao neonazismo no Twitter. Em um tweet, ele apareceu bebendo leite cru, questionando: Podemos descriminalizar o leite cru também? Não faz sentido ser ilegal. A venda de leite cru é ilegal no Brasil desde 1969 devido a preocupações com a saúde pública. A postagem seria uma referência à descriminalização do porte de maconha para uso pessoal pelo Supremo Tribunal Federal.
No entanto, parte do público a interpretou como um apito de cachorro, expressão utilizada para indicar mensagens que, embora sutis ou codificadas, carregam conotações racistas, xenofóbicas ou discriminatórias, perceptíveis para grupos específicos. Este tipo de mensagem é entendida por supremacistas e neonazistas como uma comunicação velada, decodificável apenas por esses grupos. Em outra ocasião, ao comemorar a chegada de seu segundo filho, um seguidor descreveu Ronaldo como o "salvador da raça". Em resposta, ele usou um emoji fazendo continência, o que também foi visto por alguns internautas como uma atitude racista.

## Filmografia

### Cinema
| Ano  | Título                              | Distribuidora        | Papel     | Gênero            | Ref.   |
| ---- | ----------------------------------- | -------------------- | --------- | ----------------- | ------ |
| 2022 | Acampamento Intergaláctico          | Synapse Distribution | Ele mesmo | infantil          | [ 28 ] |
| 2024 | Gato Galáctico e o Feitiço do Tempo | Synapse Distribution | Ele mesmo | aventura/infantil | [ 44 ] |

### Dublagem
| Ano  | Título                                     | Papel | Ref.   |
| ---- | ------------------------------------------ | ----- | ------ |
| 2023 | Missão Antena: Uma Aventura Intergalactica | Allan | [ 17 ] |
| 2024 | Corrida Maluca - Velozes e Divertidos      | Roni  | [ 45 ] |

## Prêmios e indicações
| Ano  | Prêmio                 | Recipiente(s)  | Categoria                 | Resultado | Ref.   |
| ---- | ---------------------- | -------------- | ------------------------- | --------- | ------ |
| 2019 | Meus Prêmios Nick 2019 | Gato Galáctico | Canal de YouTube Favorito | Indicado  | [ 46 ] |
| 2020 | Meus Prêmios Nick 2020 | Gato Galáctico | Canal de YouTube Favorito | Indicado  | [ 47 ] |